# کتابخانه ملی اردن
کتابخانه ملی اردن، کتابخانه قانونی و دارای حق چاپ برای اردن است. این کتابخانه در سال ۱۹۷۷ تأسیس شد.

## تاریخچه
- ۱۳۵۶: تأسیس ریاست کتابخانه‌ها و اسناد ملی.[۳]
- ۱۹۹۰: ریاست کتابخانه‌ها و اسناد ملی با دو نهاد جدید جایگزین شد:

- بخش کتابخانه ملی.
- مرکز اسناد

- ۱۳۷۳: هر دو بخش کتابخانه ملی و مرکز اسناد با هم ادغام شدند تا به عنوان یک بخش جداگانه با نام کتابخانه ملی تحت نظارت وزیر فرهنگ قرار گیرد.

## بخش وظایف کتابخانه ملی
- ترویج و حفظ محصولات فکری ملی.
- جمع‌آوری محصولات فکری عمدتاً مربوط به میراث ملی اردن. سایر حوزه‌های محصول فکری مورد علاقه: جهان عرب، تمدن عربی و اسلامی، و میراث انسانی به‌طور کلی.
- حفظ اسناد از موسسات دولتی مختلف، اسناد مربوط به اردن علاوه بر اسناد خصوصی.
- ارائه خدمات سپرده گذاری.
- انتشار کتابشناسی ملی اردن.
- انتشار و تسهیل مطالب مرتبط با کار کتابخانه‌ها.
- هماهنگی کار کتابخانه‌های عمومی
- امکان دسترسی به محققان
- امانت دهی متقابل با سایر کتابخانه‌های ملی، منطقه ای و بین‌المللی.
- برگزاری رویدادهای مختلف فرهنگی
- مبادله و هدیه مواد.
- همکاری با نهادهای بین‌المللی در رابطه با خدمات کتابخانه.[۴]